# Batrachorhina vadoni
Batrachorhina vadoni är en skalbaggsart som beskrevs av Stefan von Breuning 1957. Batrachorhina vadoni ingår i släktet Batrachorhina och familjen långhorningar.
Artens utbredningsområde är Madagaskar. Inga underarter finns listade.